# Abismo de Macocha

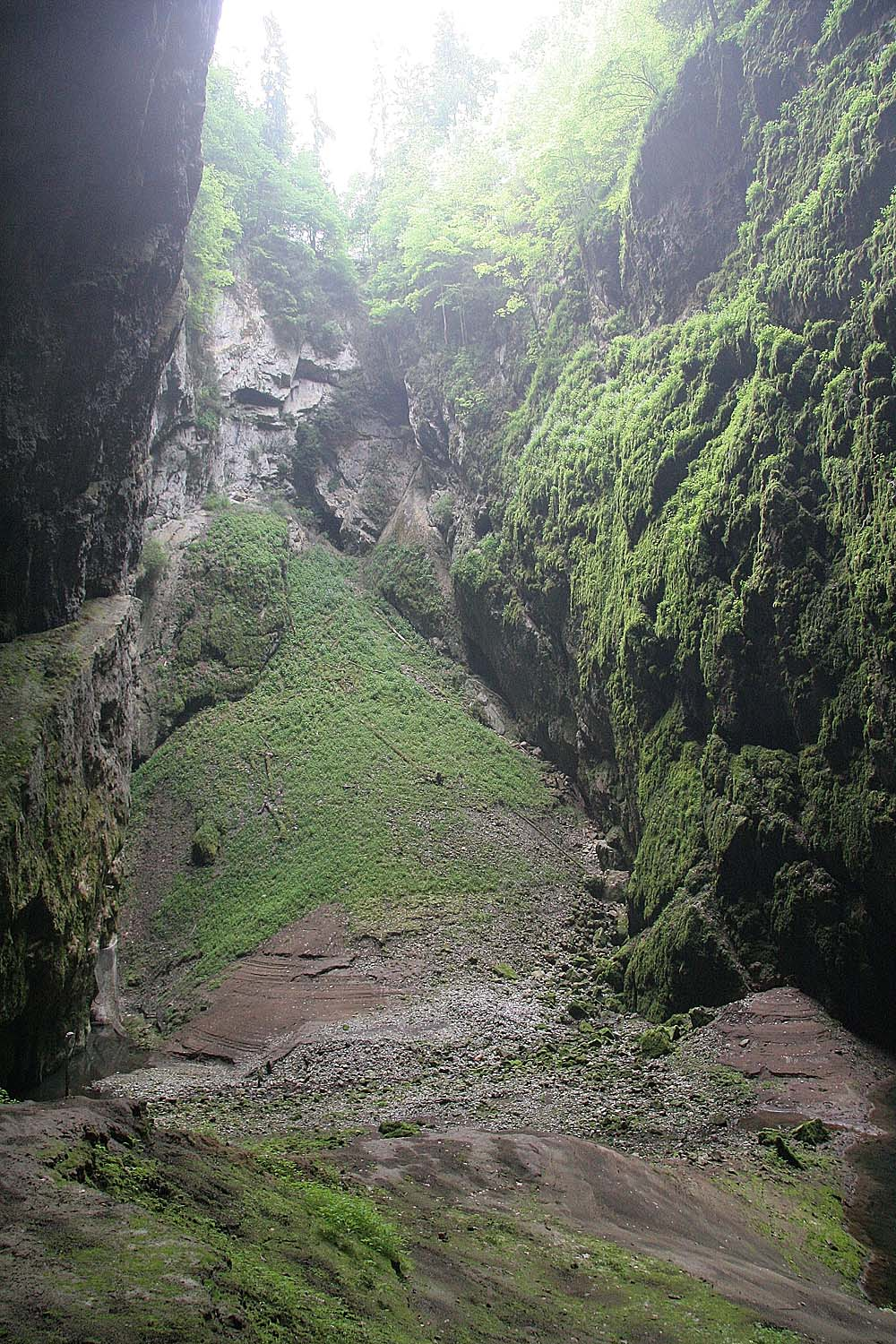
El abismo de Macocha.

El abismo de Macocha (/maˈt͡sɔ.xa/; en checo: Propast Macocha, literalmente abismo de la madrastra), también conocido como la garganta de Macocha, es una profunda dolina localizada en el sistema de cuevas del karst de Moravia en la República Checa, que se encuentra ubicada al norte de la ciudad de Brno, cerca de la localidad de Blansko. El río Punkva fluye atravesándolo. Es un popular destino turístico de la región, además de atraer a aficionados a la espeleología y buzos.
El sinkhole posee una profundidad de 138,7 m siendo el más profundo de su tipo en Europa Central.

## Leyenda
Hay una leyenda que se refiere al nombre del abismo – según las fuentes tiene sus raíces en un acontecimiento real. Dice que un pueblerino local enviudó y se quedó soltero con su hijo pequeño. Sin embargo, dentro de poco se casó en segundas nupcias y trajo a casa una madrastra para su hijo. Ella odiaba a su nuevo hijastro y su aversión era tan grande que un día lo atrajo al bosque y lo hizo caer al abismo.  Afortunadamente, el niño se cogió de una roca no tan lejos del borde del abismo por lo cual la gente del pueblo lo encontró y lo sacaron. Cuando llegaron a saber que había ocurrido, decidieron hacer caer la madrastra al abismo.
Otra leyenda (que se parece mucho a la primera) cuenta que un padre, que también tenía solo su hijo, se casó en segundas nupcias – se casó con una madrastra que fue quien le dio el nombre al abismo. La madrastra odiaba al niño (como en la primera leyenda) y por eso lo hizo caer al abismo. El niño se salvó por sí mismo. Entre tanto, la madrastra se dio cuenta de abominación de su hecho y por su remordimiento se arrojó a la garganta.
La primera anotación proviene del año 1793, escrita por František Josef Schwoy (Topographie von Markgrafthum Mahren, Viena).

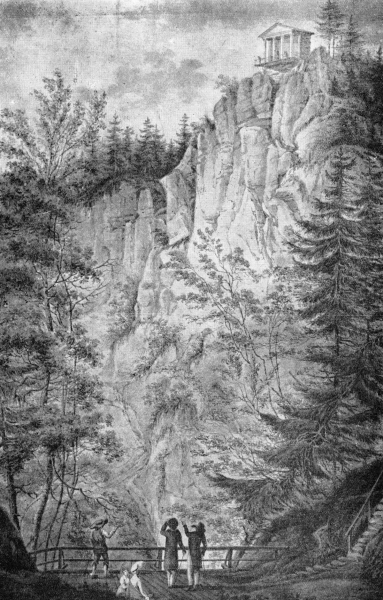
Abismo de Macocha, F. Richter, 1830

## La historia de los descubrimientos
El abismo fue mencionado por primera vez en los documentos escritos del religioso Martin Alexander Vigsius del monasterio en Zábrdovice en el año 1663. El primer hombre que demostrablamente bajó al fondo de Macocha fue Lazar Schopper (más adelante el padre superior de la Orden de Frailes Menores) en 1723. En 1748 la expedición de mineros unificada por Johann Nagel bajó al fondo de Macocha aunque Nagel no llegó a realizar el descenso. En 1776 hubo otro descenso liderado por Karel Josef Salm, el propietario del señorío de Rájec. La primera expedición científica al fondo de Macocha en 1784 fue liderada por Karel Rudzinský que obtuvo muchos conocimientos valiosos. En la mitad del siglo XIX empezó la época de otros descensos que comenzó con la expedición de Jindřich Wankel en 1856. En 1855 Jan Nepomuk Soukup, el capellán de Sloup, escribió un poema sobre Macocha y tres años después apareció la primera guía del karst de Moravia que se llama Abismo de Macocha y sus alrededores (en checo Macocha a její okolí). En 1864 Martin Kříž, otro explorador conocido, decidió explorar la garganta y después de él muchos otros. Otro tipo de descenso muy extraño y triste fueron las expediciones organizadas por Martin Kala y Jozef Nejezchleb (ciudadanos de Vilémov) con el objetivo de recoger los cuerpos de suicidas. En 1891 el famoso descubridor de karstes – el profesor Richard Trampler – escribió una monografía sobre Macocha.
En 1901 Karel Absolon (otro explorador de karstes muy célebre) descendió a Macocha y así empezó otra época de descubrimientos. Las Cuevas de Punkva fueron descubiertas en 1909 y cinco años después el fondo de Macocha fue juntado con el camino firme de Pustý žleb (literalmente, la Cuenca Desierta en español). La navegación por el Punkva (un río subterráneo) fue permitida en 1933.

## Puentes panorámicos

### Puente Alto
En el punto más alto del abismo se encontraba, desde principios del siglo XIX, una glorieta de madera que en 1882 fue sustituida por el puente de hierro que provenía de la Ferrería de Salm, una compañía de Blansko. En el mismo año el puente obtuvo el nombre "Ripka Warte" según el empresario, político y organizador turístico Adolf Ripka (1812 – 1884).

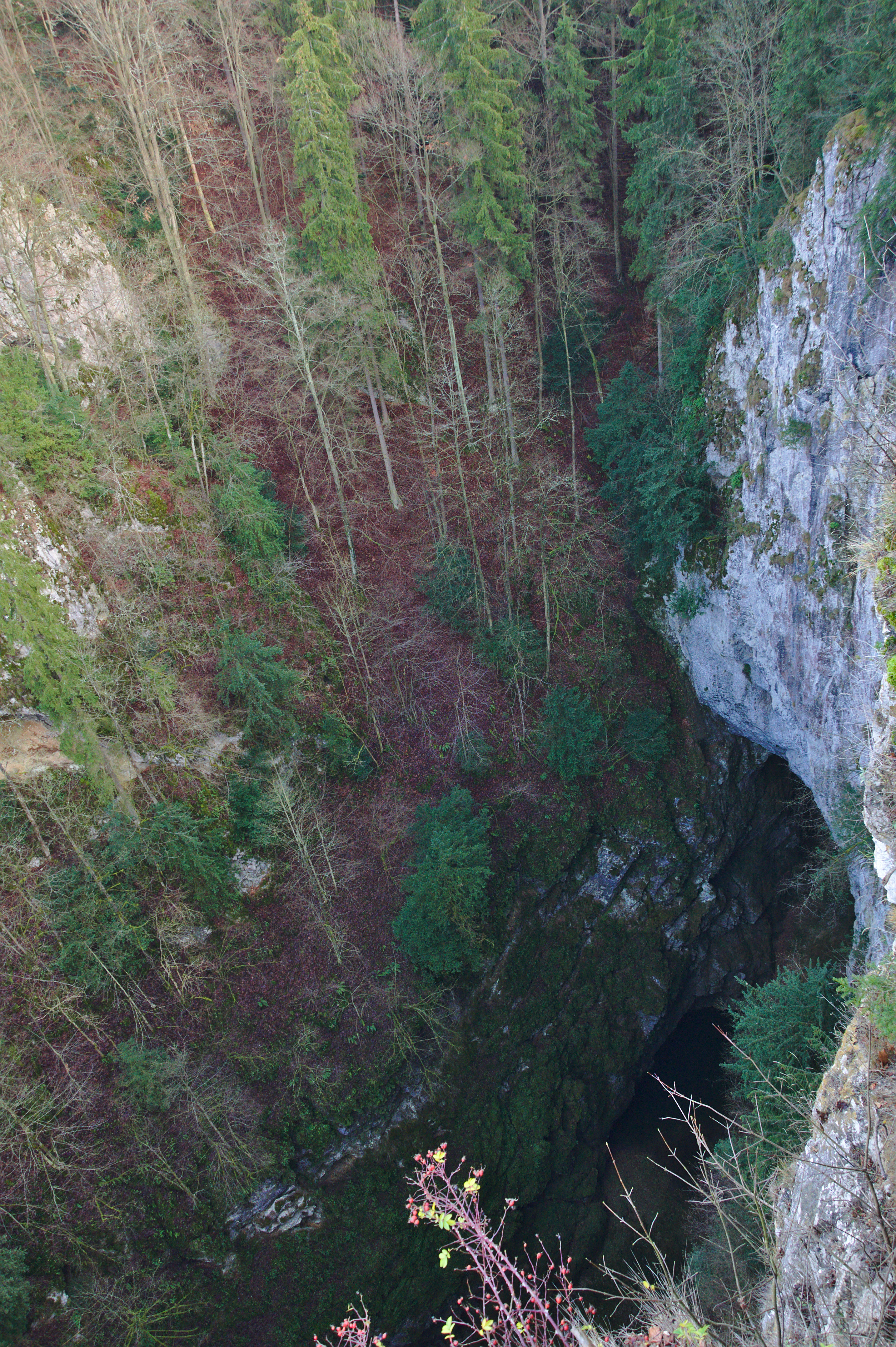
La vista al fondo del abismo del Puente Alto

### Puente Bajo
Construido por 800 monedas de oro en 1882, el puente está situado en un saliente donde también se encontró una puertita levadiza. También instalaron una escalera de mano fabricada de hierro que llevó al fondo de Macocha (sin embargo, en 1933 la quitaron). El puente funcionó con pocas reparaciones hasta el año 2000 cuando se encontró en muy mal estado técnico y debieron desmontarlo. No obstante, el nuevo puente fue tendido solo un año después.

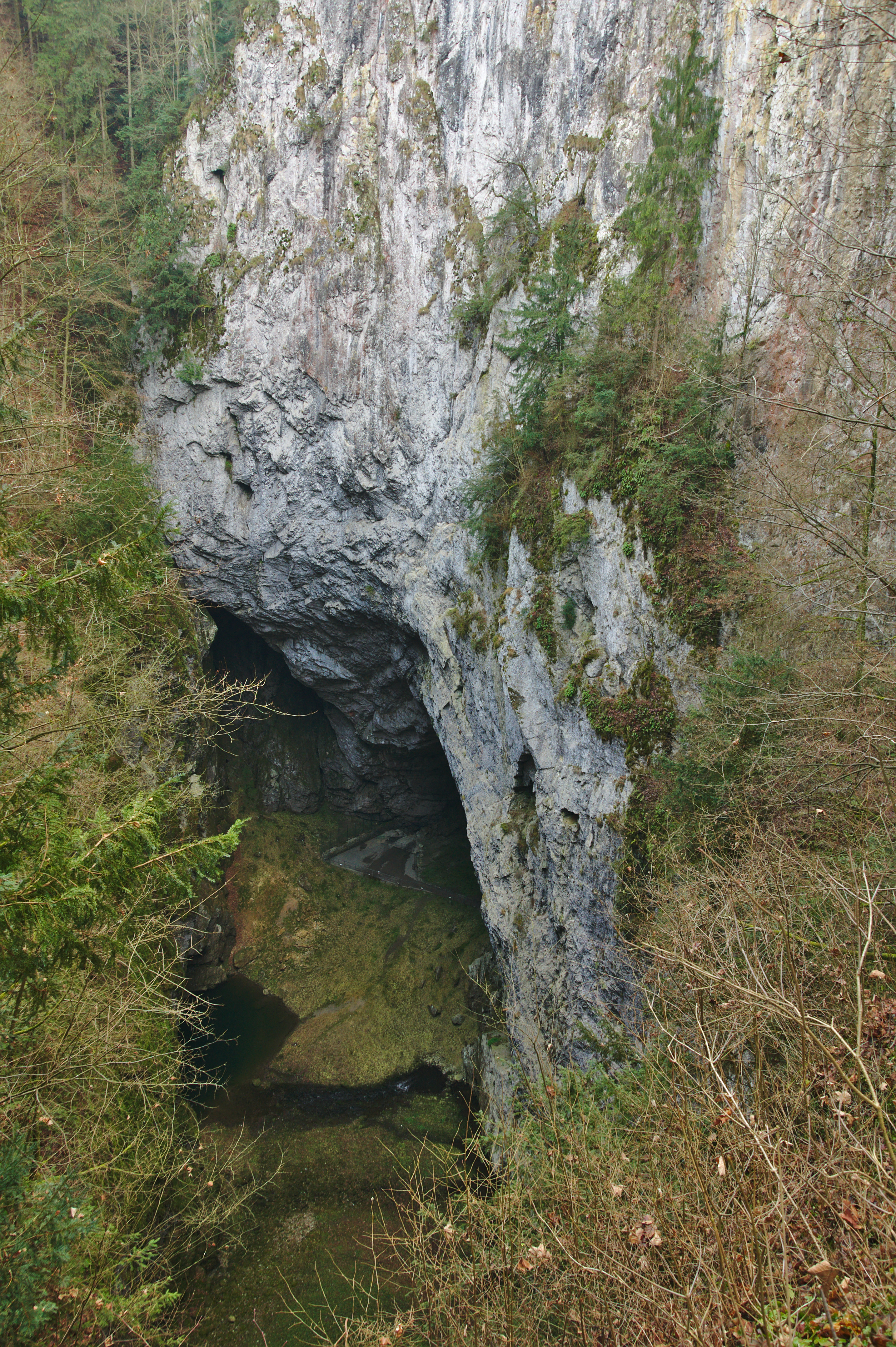
La vista al fondo del abismo del Puente Bajo

## Albergue Macocha
En 1894, gracias a Adolf Podroužek (quien por sí mismo bajó tres veces al fondo de Macocha), fue establecido el albergue del Club de Senderistas Checos. El albergue obtuvo el nombre  “La Acogedora” (“Útulna” en checo) y fue abierto por primera vez el 25 de agosto de 1895. Sin embargo, esta cabaña se quemó al principio del siglo XX y por eso fue establecida otra en el mismo lugar. En consideración al hecho que en aquel tiempo la gente suele llamar el karst de Moravia “Suiza Morava”, la arquitectura del edificio era en estilo suizo. En 1996, el Albergue Macocha fue reconstruido y modernizado.

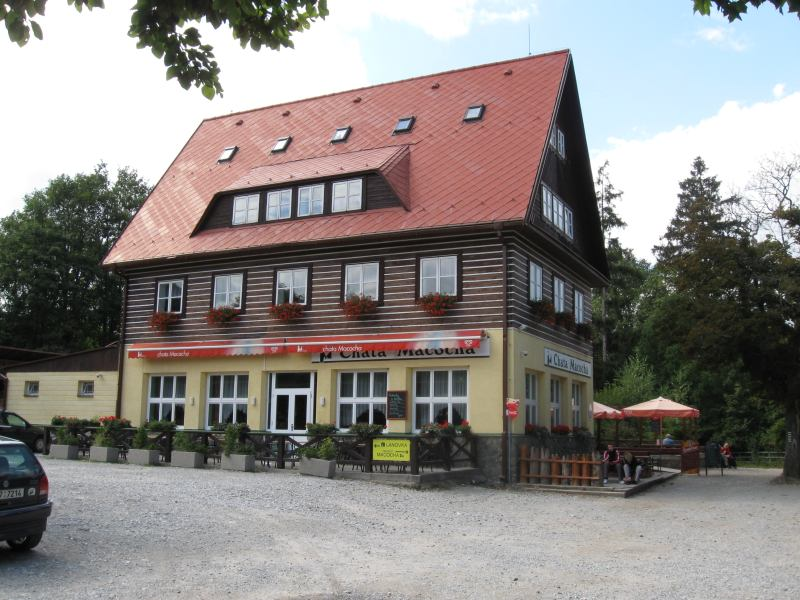
Albergue Macocha

## Camino de Salm
El camino fue establecido por el conde Salm a finales del siglo XIX. En atención al gran desnivel y al terreno rocoso de algunas partes del camino debieron ser esculpidas en la roca. Karel Absolon señala que en 1898 fueron encontrados dos abismos durante una recogida de piedras para la construcción. Los llamaron “abismos de Koudelka”. La longitud del camino es aproximadamente un kilómetro y va del abismo Macocha a la quebrada del karst que se llama Pustý žleb (literalmente la Cuenca Desierta en español) donde está situada la localidad “Pod Salmovkou” (“Debajo de Salmovka” en español). Esta área está ubicada a unos 600 metros de las Cuevas de Punkva.

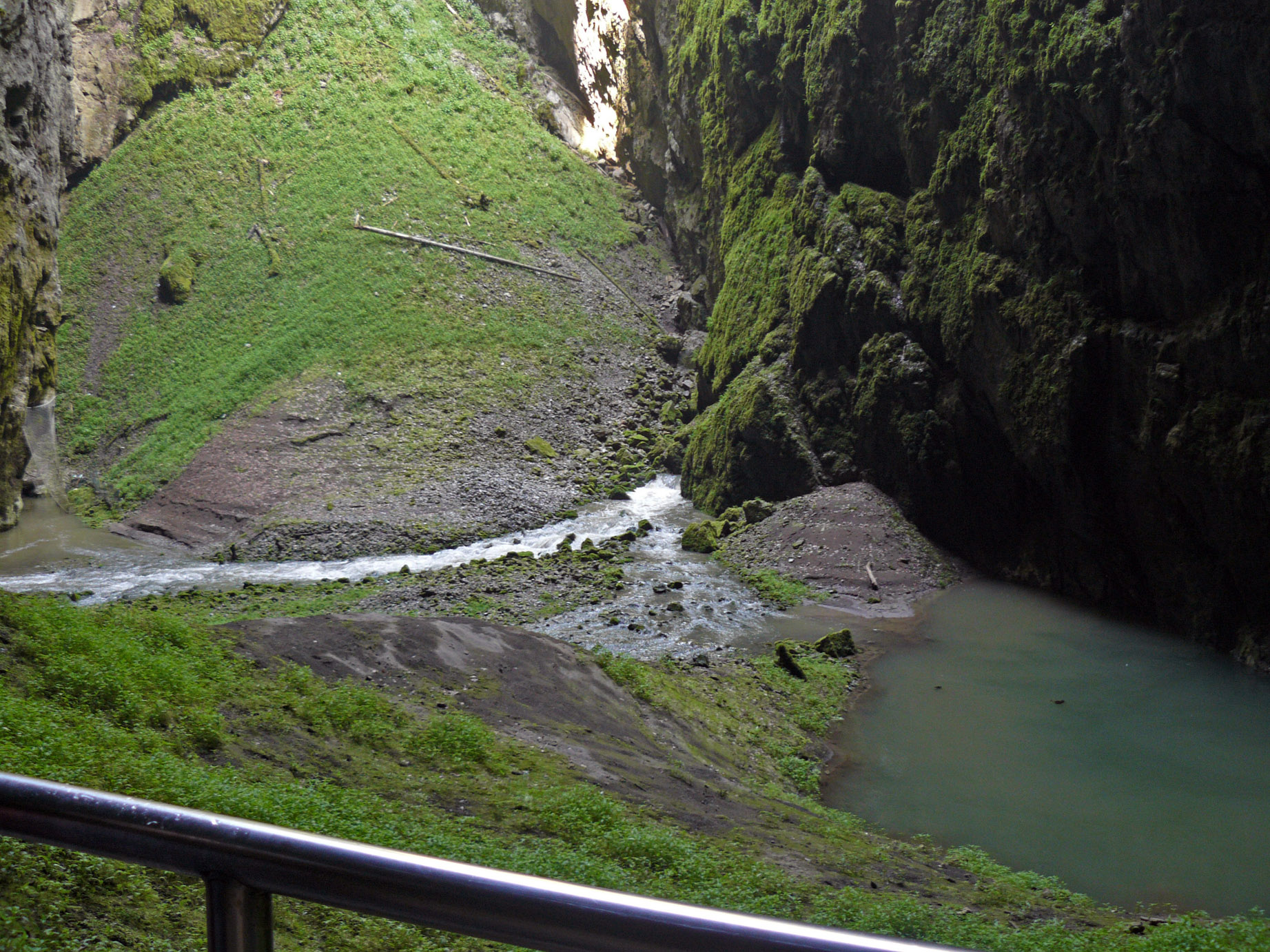
El fondo del abismo de Macocha